# Give 'Em Enough Rope
Albums de The Clash
The Clash
(1978) London Calling
(1979)
Give 'Em Enough Rope est le deuxième album du groupe The Clash, sorti le 10 novembre 1978 chez CBS Records.

## Description
Après le succès de leur premier album éponyme The Clash, les attentes étaient grandes, mais certains critiquèrent Give 'Em Enough Rope pour la sonorité trop raffinée et châtiée de la production de Sandy Pearlman. Se détachant de la puissance brute du premier opus du groupe et de ceux des autres groupes de la mouvance punk de l'époque, cet album connaîtra néanmoins un bon succès public et critique au Royaume-Uni, atteignant la deuxième place des ventes.
Il s'agit aussi du premier album à sortir sur le marché américain. Mais sa modeste 128e place des ventes ne remplit pas les espoirs du groupe qui avait dans l'idée de pouvoir envahir ce marché.
Les chansons Tommy Gun et English Civil War sont sorties en single lors de la période de Noël 1978. Elles ont atteint respectivement les 19e et 25e places.

## Listes des morceaux
Tous les morceaux sont écrits par Mick Jones et Joe Strummer.
1. Safe European Home – 3:50
2. English Civil War – 2:35
3. Tommy Gun – 3:17
4. Julie's Been Working for the Drug Squad – 3:03
5. Last Gang in Town – 5:14
6. Guns on the Roof – 3:15
7. Drug-Stabbing Time – 3:43
8. Stay Free – 3:40
9. Cheapskates – 3:25
10. All the Young Punks (New Boots and Contracts) – 4:55

## Crédits
- Joe Strummer - Chant, guitare rythmique
- Mick Jones - Guitare, Chant
- Paul Simonon - Basse
- Topper Headon - Batterie